# يوهان بين
يوهان فيليم «ويم» بين (2 مايو 1897 - 29 أبريل 1976) هو سياسي ودبلوماسي هولندي ورجل أعمال. لعب باين دورًا مهمًا في إنشاء الجماعة الاقتصادية الأوروبية ويعتبر أحد الآباء المؤسسون للاتحاد الأوروبي.